# Reutigen
Reutigen is een gemeente en plaats in het Zwitserse kanton Bern, en maakt deel uit van het district Thun.
Reutigen telt 966 inwoners.